# Islamska filozofija
Islamska filozofija je filozofija koja polazi od islamskih vjerskih uvjerenja, odnosno od objavljenih istina vjere kao svojih pretpostavki. Ponajviše se bavi čovjekovim odnosom s Bogom, odnosom vjere i uma, pitanjima slobode volje, predodređenja, grijeha, Božje milosti, spasenja i zagrobnoga života.

## Škole i pravci islamske filozofije
Povijest islamske filozofije mnogi pisci dijele u tri filozofske škole: Peripatetičku, Iluminacijsku i Transcendentalnu filozofsku školu.

### Peripatetička filozofska škola
Peripatetička škola u islamu označava zapravo islamsku filozosku tradiciju koja potječe od Aristotela. Njeni najpoznatiji predstavnici su Farabi i Ibn Sina, poznati po tome što su izvanredno komentirali i proširili Aristotelovu filozofiju u islamskome svijetu. Bitna karakteristika te škole jest njezina isključiva utemeljenost na racionalnoj argumentaciji.

### Iluminacijska filozofska škola
Nakon peripatetičke škole, islamski filozofi na čelu sa Šihabudinom Suhravardijem okrenuli su se različitoj, unaprijeđenoj filozofskoj metodi pokazujući – pored racionalnog argumentiranja – sklonost duhovnom usavršavanju i intuitivnim spoznajama. Prema mišljenju predstavnika iluminacijske filozofije, intuicija pročišćene duše dospijeva do više i kvalitetnije razine znanja jer duša razotkriva samu istinu, a ne pojmove koji ukazuju na nju. Ti filozofi bili su obazrivi spram očuvanja filozofskih okvira svojih studija i zbog toga su se jasno pridržavali metode racionalnog argumentiranja kao osnovne metode filozofije.

### Transcendentalna filozofska škola
Transcendentalna filozofija posebna je po tome što su u njoj spektakularno objedinjeni mnogi aspekti ontoloških rezultata koji su se do tada pojavili u islamskom svijetu – kako u filozofskim školama tako i u gnostičkoj i teološkoj islamskoj misli. Predstavljajući nove filozofske principe, Mula Sadra Širazi, osnivač transcendentalne filozofije, razriješio je nesuglasice koje su dijelile peripatetičku i iluminacijsku filozofsku školu. Pored toga, on je također umnogome približio filozofska gledišta teološkim i posebno gnostičkim intelektualnim i spoznajnim rezultatima. Stoga se metodološka specifičnost njegove škole krije upravo u činjenici da jedan predstavnik trenscendentalne filozofije svojim filozofskim istraživanjima nudi rješenja za pitanja koja istovremeno obuhvaćaju sve filozofske, gnostičke i teološke rasprave. Upravo zbog takvoga pristupa, Mula Sadrina škola nosi naziv transcendentalna filozofija jer ona nadilazi i objedinjuje sve ostale racionalne škole i smjerove u islamu.

## Povijesni razvoj

### Al Farabi
Al Farabi (oko 870. – 950.) bio je jedan od prvih filozofa koji su prenijeli Aristotelovu logiku u islamski svijet. Iscrpno je komentirao Aristotelove spise iz logike i razvio Aristotelov opis intelekta. S aristotelizmom pokušava povezati i neke novoplatonističke teze. Njegovo djelo „Grad vrlina“ predstavlja inačicu Platonove „Države“, koja je opis idealnoga društva gdje cvjetaju sve vrline.

### Ibn Sina
Ibn Sina ili lat. Avicena (980. – 1037.) bio je vodeći perzijski islamski filozof i svestrani naučnik. Svoju filozofiju je većim djelom temeljio na aristotelizmu i neoplatonizmu, koji je pokušavao spojiti s islamskim vjerskim predodžbama. Smatrao je da je zadatak filozofije osvjetliti i dokazati istine koje je Bog objavio. Ibn Sina je zastupao metafizičko učenje po kojemu proces svjetskoga zbivanja nema početka ni kraja u vremenu. Po njegovu je shvaćanju „dahr“ neprolazni trenutak u kojemu se rasprostire Božja prisutnost, tj. ono što je pohranjeno u unutrašnjosti vremena i što u sebi sadrži neprekidno trajanje (ta'rifat). On tvrdi da je princip pojedinačnosti materija, a princip općenitosti um te stoga smatra da je istinska spoznaja nemoguća bez kozmičkoga uma koji je jedinstven kod svih ljudi. Što se pitanja univerzalnosti tiče, Abu-Ali Ibn Sina je umjereni realist: za njega opći (univerzalni) pojmovi postoje prije stvari, u stvarima i iza stvari (lat. ante res, in rebus i post res). Tako božanski um prethodi stvarima, dok ljudski um dolazi poslije njih. Glavno njegovo djelo, velika filozofska enciklopedija, podjeljena je na logiku, fiziku, matematiku i metafiziku. Po naredbi kalifa spaljena je 1160. u Bagdadu.

### Al Gazali
Al Gazali (1058. – 1111.) – u srednjovjekovnoj Europi poznat kao Algazel – bio je islamski filozof, teolog, pravnik, psiholog i mistik perzijskog podrijetla. Al Gazali je u povijesti zapamćen kao borac za prevlast iskustvenog nad umnim znanjem i otkrića nad promišljanjem. U filozofiji je povezivao spoznajnoteorijski skepticizam i novoplatonske elemente s islamskim teološkim učenjem, na osnovu kojih kritizira cjelokupnu filozofiju. Posebno je zanimljivo njegovo radikalno odbacivanje uzročnosti i tvrdnja o nepostojanju nužne veze između uzroka i posljedice. U tom je smislu preteča kasnijim skeptičkim i okazionalističkim sistemima.

### Ibn Rušd
Ibn Rušd ili lat. Averroes (1126. – 1198.) bio je andaluzijsko-arapski filozof i ljekar te učitelj filozofije, islamskoga prava, matematike i medicine. Aristotela je proučavao skoro tri desetljeća i napisao je komentare za skoro sva njegova djela osim Politike kojoj nije imao pristupa. Prije 1150. u zapadnoj je Europi postojalo samo nekoliko prevedenih Aristotelovih djela. Kroz latinske prijevode Ibn Rušdovih djela u 12. stoljeću na zapad se vratilo Aristotelovo učenje. Toma Akvinski je Ibn Rušda jednostavno nazivao „Komentatorom“ kao što je Aristotela nazivao „Filozofom“. Njegovo najznačajnije originalno filozofsko djelo je Nedosljednost nedosljednosti (Tahafut al-tahafut), u kojemu je branio aristotelovsku filozofiju od Al Gazalijevih tvrdnji u Nedosljednosti filozofa (Tahafut al-falasifa). Ibn Rušd je pokušavao pomiriti aristotelovski način razmišljanja s islamom. Po njegovu uvjerenju ne postoji sukob između religije i filozofije, već čovjek može doći do istine na dva različita načina: putem filozofije ili putem religije. Vjerovao je u vječnost svemira i postojanje prijepostojećih formi.

### Ibn Arabi
Ibn Arabi (1165. – 1240.) bio je srednjovjekovni arapski filozof, sufi i pjesnik iz Andaluzije. U filozofiji je ostao ponajviše upamćen po svom ontološkom učenju o jedinstvu bića (ar. Wahdat-ul-Wujood) i zastupanju ideje o transcendentnom jedinstvu svih religijskih formi. Ibn Arabi je nastojao ostvariti sintezu zapadne i istočne mistične filozofije, koristeći raznorodne izvore: Kuran i islamsku tradiciju, neoplatonizam, sufizam, kršćanski misticizam, židovske pisce kabalističke tradicije i slično. Zbog toga je od zastupnika pravovjernog islama često proglašavan za heretika i nevjernika.

### Ibn Haldun
Ibn Haldun (1332. – 1406.) bio je srednjovjekovni arapski historičar i filozof koji je živio i stvarao u Tunisu. U njegovu je filozofiju značajna teorija o cikličnom shvaćanju historije. Tu svoju teoriju predstavio je u djelu „Opća historija svjetske civilizacije“ koje se sastoji od sedam svezaka. Vjerovao je da se ciklusi mijenjaju svakih 120 godina. Ibn Haldun po prvi put razgraničava državu od društva, čime se razlikuje od grčke filozofije. Tumačeći načine proizvodnje, Ibn Haldun objašnjava i nastanak države.

## Vanjske poveznice

### Sestrinski projekti
|  | Zajednički poslužitelj ima još gradiva o temi Islamska filozofija |

### Mrežna mjesta
- LZMK / Hrvatska enciklopedija: islam
- www.muslimphilosophy.com – Islamic Philosophy Online (engl.)